# 9905 Tiziano
9905 Tiziano è un asteroide della fascia principale. Scoperto nel 1960, presenta un'orbita caratterizzata da un semiasse maggiore pari a 2,4041292 UA e da un'eccentricità di 0,1286857, inclinata di 12,72178° rispetto all'eclittica.